# ديفيد غوردون غرين
ديفيد غوردون غرين (بالإنجليزية: David Gordon Green) (ولد في 9 أبريل 1975) هو سينمائي أميركي أخرج أفلام دراما مثل جورج واشنطن، جميع الفتيات الحقيقيات وملائكة الثلج، بالإضافة إلى فيلم الإثارة تيار سفلي وقد كتب أو شارك في كتابة جميع هذه الأفلام. في عام 2008، انتقل إلى مجال الكوميديا، مخرجا الأفلام قطار الأناناس السريع وصاحب السمو، وكذلك حلقات مسلسل اتش بي او الكوميدي إيستباوند وداون. في عام 2013، عاد إلى جذوره الدرامية مخرجا فيلم السينما المستقلة الأمير أفالنش. منذ ذلك الحين، تنقل بين الدراما والكوميديا، مخرجا الأفلام جو، مانغلهورن وسمعتنا في أزمة، حلقات المسلسل التلفزيوني الكوميدي-الدرامي رد أوكس، الذي كان منتجه التنفيذي.

## الخلفية
ولد غرين، في ليتل روك أركنساس لعائلة ذات أربع أبناء. وترعرع في ريتشاردسون في تكساس. والدته جان آن عملت مدربة لاماز ووالده، هوبرت جوردون جرين الابن، كان عميد كلية طب. تعلم غرين في مدرسة ريتشاردسون الثانوية  وكلية الفنون في جامعة كارولاينا الشمالية، حيث درس الإخراج السينمائي. وهو مقيم حاليا في أوستن.

## السينما والتلفزيون العمل
أفلام غرين التي تكون عادة حكايات عن البلوغ في البلدات الريفية الصغيرة، تصنف على أنها تنتمي إلى تقليد قوطي جنوبي.[بحاجة لمصدر] الحوارات التي يكتبها غالبا ما تكون بليدة ذات نفحة شبه شعرية.[بحاجة لمصدر]. أثناء تعليمه الجامعي، قام بعمل فيلمين قصيرين، بليزنت غروف وفيزيكال بينبال قبل أن يكتب ويخرج باكورة أفلامه الروائية الطويلة عام 2000،  جورج واشنطن الذي حاز على إعجاب النقاد. وأتبعه عام 2003 بفيلم جميع الفتيات الحقيقيات والتيار السفلي في عام 2004. في عام 2007، أخرج فيلم ملائكة الثلوج، أول فيلم يخرجه كتب له السيناريو شخص آخر، مقتبسا عن رواية بقلم ستيوارت أونان. عرض الفيلم لأول مرة في مهرجان صاندانس السينمائي في  يناير 2007 من بطولة سام روكويل وكيت بيكينسيل. وقامت وورنر إندبندنت بيكتشرز بتوزيعه.
خطط غرين إخراج فيلم مقتبس عن رواية جون كنيدي تول تحالف الأغبياء، ولكن المشروع لم يصل مرحلة الإنتاج بسبب صعوبات تتعلق بشراء حقوق النشر. في مارس 2007، نشر أن ورنر إندبندنت بيكتشرز  قد وقعت صفقة مع غرين بكتابة وإخراج فيلم مقتبس عن كتاب الرجل البريء بقلم جون غريشام. تحول غرين نحو الأفلام التجارية السائدة بدء من الفيلم الكوميدي قطار الأناناس السريع بطولة سيث روغن ومسلسل HBO سلسلة Eastbound & Down, الذي كان أخرج اثني عشر من حلقاته وشغل منصب منتج استشاري. هو مؤلف سلسلة الرسوم المتحركة مشاعر جيدة. أخرج الكوميديا جليس الأطفال ، الذي صدر في ديسمبر 2011. أخرج أيضا وشارك بكتابة الأمير أفالنش في عام 2013.

## التأثيرات
أفلام غرين المفضلة، الصاعقة ولايتفوت, 2001: ملحمة الفضاء, ذي غريفي ترين، دببة الأخبار السيئة, الخلاص, ناشفيل و أحدهم طار فوق عش الوقواق.
يعتقد أن أفلام غرين متأثرة من أعمال مخرج آخر من تكساس هو تيرانس ماليك. مالك نفسه كان المنتج المنفذ لفيلم غرين تيار سفلي من عام 2004. وبحسب رأي غرين فليس هنالك مخرج يحسن استخدام السرد الصوتي مثل مالك، وقائلا أن فيلم مالك الكلاسيكي أيام من السماء كان مصدرا إلهام رئيسي لفيلمه تيار سفلي.[بحاجة لمصدر]

## أفلامه

### الأفلام الروائية
| العام | الأفلام                 | وظيفته | وظيفته       | وظيفته |
| العام | الأفلام                 | مخرج   | كاتب سيناريو | منتج   |
| ----- | ----------------------- | ------ | ------------ | ------ |
| 2000  | جورج واشنطن             | نعم    | نعم          | نعم    |
| 2003  | جميع الفتيات الحقيقيات  | نعم    | نعم          |        |
| 2004  | التيار السفلي           | نعم    | نعم          |        |
| 2007  | ملائكة الثلج            | نعم    | نعم          |        |
| 2007  | Shotgun Stories         |        |              | نعم    |
| 2007  | عالم الصوت العظيم       |        |              | نعم    |
| 2008  | قطار الأناناس السريع    | نعم    |              |        |
| 2011  | صاحب السمو              | نعم    |              |        |
| 2011  | جليس الأطفال            | نعم    |              |        |
| 2011  | The Catechism Cataclysm |        |              | نعم    |
| 2012  | The Comedy              |        |              | تنفيذي |
| 2012  | امتثال                  |        |              | تنفيذي |
| 2012  | نداء الطبيعة            |        |              | تنفيذي |
| 2012  | راقب الفتاة تركض        |        |              | تنفيذي |
| 2013  | الأمير أفالنش           | نعم    | نعم          | نعم    |
| 2013  | جو                      | نعم    |              | نعم    |
| 2014  | Camp X-Ray              |        |              | تنفيذي |
| 2014  | Land Ho!                |        |              | تنفيذي |
| 2014  | مانغلهورن               | نعم    |              | نعم    |
| 2015  | سمعتنا في أزمة          | نعم    |              |        |
| 2016  | عنزة                    |        | نعم          |        |
| 2017  | Stronger                | نعم    |              |        |

### الأفلام القصيرة
| العام | الأفلام                  | الوظيفة | الوظيفة | الوظيفة |
| العام | الأفلام                  | المخرج  | الكاتب  | المنتج  |
| ----- | ------------------------ | ------- | ------- | ------- |
| 1997  | بليزنت غروف              | نعم     | نعم     |         |
| 1998  | فيزيائية الكرة والدبابيس | نعم     | نعم     |         |

### التلفزيون
| العام        | الأفلام         | الفضل  | الفضل  | الفضل  | الفضل        |
| العام        | الأفلام         | المخرج | الكاتب | المنتج | ملاحظات      |
| ------------ | --------------- | ------ | ------ | ------ | ------------ |
| 2009-2013    | إيستباوند وداون | نعم    |        | تنفيذي | أخرج 12 حلقة |
| 2011         | Good Vibes      |        | نعم    | تنفيذي |              |
| 2014         | Chozen          |        |        | تنفيذي |              |
| 2014–present | رد أوكس         | نعم    |        | تنفيذي | أخرج 4 حلقات |
| 2016–2017    | نائب المدير     |        |        | تنفيذي |              |

## روابط خارجية
- ديفيد غوردون غرين على موقع IMDb (الإنجليزية)
- ديفيد غوردون غرين على موقع روتن توميتوز (الإنجليزية)
- ديفيد غوردون غرين على موقع ألو سيني (الفرنسية)
- ديفيد غوردون غرين على موقع تيرنر كلاسيك موفيز (الإنجليزية)
- ديفيد غوردون غرين على موقع أول موفي (الإنجليزية)
- ديفيد غوردون غرين على موقع بوكس أوفيس موجو (الإنجليزية)
- ديفيد غوردون غرين على موقع قاعدة بيانات الأفلام السويدية (السويدية)
- ديفيد غوردون غرين على موقع قاعدة بيانات الفيلم (الإنجليزية)
- ديفيد غوردون غرين على موقع كينوبويسك (الروسية)